# Kos (otok)
Kos ili Cos (grčki: Κως, turski: İstanköy, talijanski: Coo, prije zvan Stanchio ) je grčki otok iz skupine Dodekanez u južnom Egeju. Otok se nalazi blizu turske obale (udaljen je svega 4 km) nasuprot zaljevu Gökova. Kos je relativno velik otok, ima dimenzije 40 x 8 km, raznolik 
je ima planine (najviši vrh Dikaio 843 m) i doline. Na otoku živi 30 947 stanovnika, 
raspoređenih u tri otočke općine; Kos - to je i sjedište otoka (sa svojih 17 890 
stanovnika), Dikaio i Irakleides.

## Povijest
Otok su prvotno naselili Karinjani s nedalekog maloazijskog kopna. Iz 
Homera znamo da je jedan odred s Kosa sudjelovao je u Trojanskom ratu Znano je da su Dorani zauzeli otok u 11. stoljeću pr. Kr. i osnovali svoju koloniju s brojnim naseljenicima iz Epidaurusa koji su na otok donijeli njegovanje kulta Asklepija na osnovu kojeg je poznije otok postao poznat zbog brojnih slavnih ljekarnika i lječilišta.
Za rane antike otok Kos zapravo njegov polis (grad država) - Knidos bio je dio saveza Dorskog Hexapolisa kojeg su tvorili polisi s otoka Roda; Lindos, Kameiros, Ialisos i polis Halikarnas s kopna u Maloj Aziji.
Krajem 6. stoljeća pr. Kr. otok Kos podpao je pod vlast perzijske dinastije Ahemenida, ali se pobunio nakon grčke pobjede kod rta Mikale 479. pr. Kr. Za vrijeme Grčko-perzijskih ratova, otočani su dvaput izbacili Perzijance, a tada su vlast preuzimali lokalni tirani. U 5. stoljeću pr. Kr. otok Kos pridružio se Delskom savezu, a nakon otpora i izlaska otoka Roda iz tog saveza, - Kos je postao glavno sjedište tog saveza u jugoistočnom Egeju od 411. do 407. pr. Kr. 
366. pr. Kr. glavni otočki grad je premješten iz stare prijestolnice Astipalaje u novo 
izgrađen grad Kos, koji je izgrađen po planovima Hipodamusa iz Mileta. 
Za razdoblja helenizma otok Kos dosegao je svoj zenit u razvoju i blagostanju. U ovom razdoblju i otok Kos je kao i ostali otoci Dodekaneza imao vrlo čvrste savezničke veze s Ptolomejskom Aleksandrijom. Slavu otoka Kos pronose njegovi slavni sugrađani; liječnik Hipokrat, slikar Apelles i pjesnik Philitas.
Osim povremenih gusarskih prepada i kojeg težeg potresa, Kos je uživao u miru i blagostanju. Pod vodstvom grada Rodosa i otok Kos je bio u dobrim odnosima s Rimljanima, tako da je 53. god. n.e. postao slobodni grad. Nakon Rima, i Bizanta otokom je zavladala Mletačka Republika, ona je otok prodala 
Vitezovima s Rodosa 1315. godine. Vitezi s Rodosa, vladali su Kosom narednih dvjesto godina, sve do 1523. godine kada su se morali povući s otoka, nakon velike otomanske invazije. 
Nakon toga Otomansko carstvo je vladalo otokom gotovo 400 godina, dok nije cijelim Dodekanezom zavladala Italija 1912. godine. Za Drugog svjetskog rata, otokom Kosom kao i cijelim otočjem Dodekanez nakon kapitulacije Italije ovladali su Nijemci, koji su držali otok pod okupacijom od 1943. – 1945. god. Nakon toga otok je bio pod Britanskim protektoratom do 1947. god. kad je prepušten Grčkoj.

## Poznate osobe iz Kosa
- Hipokrat (V st. pr. Kr.), "otac medicine"
- Apeles (IV st. pr. Kr.) slikar

## Pogledajte i ovo
- Dodekanez

## Vanjske poveznice
- Službene stranice općine Kos
- Službeni turistički vodič